# قصر أسرير
قصر أسرير هو قصرٌ (قريةٌ محصنة) في المغرب، يقعُ في منطقة شرفاء مدغرة. بني هذا القصر بتقنية التربة المدكوكة، حيثُ استعمل فيه الطين.